# Gertrudis de Austria
Gertrudis de Austria (también llamada Gertrudis de Babenberg) (1226 - 24 de abril de 1288) era un miembro de la Casa de Babenberg, duquesa de Mödling y después duquesa titular de Austria y Estiria, era sobrina del rey Federico II de Austria, el último miembro varón de la dinastía Babenberg. Ella era, de acuerdo con la Privilegium Minus, la primera en la línea para heredar los ducados de Austria y Estiria, después de la muerte sin hijos de Federico, pero estos reclamos fueron disputados por su tía Margarita de Austria.

## Primeros años
Gertrudis era la única hija de Enrique de Austria, duque de Mödling y de su esposa Inés, hija de Hermann I Landgrave de Turingia. Enrique, por su parte, fue el segundo hijo del duque Leopoldo VI de Austria y de Teodora Angelina. En 1216, tras la muerte de su hermano mayor Leopoldo, Enrique se convirtió en heredero de su padre.
Enrique murió el 26 de septiembre de 1228, con sólo veinte años de edad y sin descendencia masculina. Dos años más tarde, el 28 de julio de 1230, el padre de Enrique, el duque Leopoldo VI de Austria, también murió y fue sucedido por Federico II de Austria, el tercer hijo de Leopoldo. Ya que la Austria de los Babenberg era heredable por las mujeres de acuerdo con lo dispuesto en el Privilegium Minus, Gertrudis disputó la ascensión de Federico II, alegando que Austria era su herencia como hija única de Enrique, el primogénito de Leopoldo VI. Aun así, la reclamación de Gertrudis fue finalmente desechada en favor de su tío.
A pesar de este giro negativo de los acontecimientos, Gertrudis heredó de su padre el ducado de Mödling y fue puesta bajo la tutela de su tío, Federico II, que, después de dos matrimonios infelices, no tuvo hijos. Esto hizo que Gertrudis fuera la heredera primogénita de toda la línea Babenberg de los duques de Austria y Estiria.

## Matrimonio
Complicado Federico II en mantener Austria, sostuvo una larga disputa con el emperador Federico II Hohenstaufen, durante la cual fue sometido a una prohibición imperial. En 1245, en un cambio espectacular de la política imperial, Federico II de Austria se convirtió en uno de los aliados más importantes del emperador con respecto a las negociaciones de la elevación de Viena a obispado y de Austria (incluyendo Estiria) a Reino, que fueron iniciadas. Una condición para lograr un resultado positivo fue que a los 19 años de edad, la sobrina del duque, Gertrudis, se casaría con el emperador de 51 años de edad, quien era viudo tres veces. Aunque deseoso de la unión, Wenceslao I de Bohemia sin embargo, expresó su preocupación, dado un acuerdo preexistente por el que Gertrudis se casaría con su hijo mayor y heredero  Ladislao. Gertrudis se negó al matrimonio con el emperador, de avanzada edad, citando su reciente excomunión por el Papa. Otras fuentes afirman que ella estaba enamorada de Ladislao. Después de enviar un ejército a Austria con el fin de ejercer presión sobre el duque Federico II para aceptar la unión de Gertrudis y Ladislao, las dos partes llegaron a un acuerdo a principios de junio de 1245 en Verona. El rápido aumento de las ambiciones políticas del duque Federico fue de corta duración.
El 15 de junio de 1246 Federico II murió en batalla. El rey Wenceslao rápidamente organizó la ceremonia formal de matrimonio de Gertrudis y su heredero, Ladislao. Respaldado por los derechos de su mujer y la perspectiva de heredar el trono de Bohemia, Ladislao fue rápidamente reconocido como duque por la aristocracia austríaca. Sin embargo, poco después de su matrimonio, Ladislao murió el 3 de enero de 1247.
En 1248, con el fin de reforzar sus pretensiones, la duquesa de 22 años de edad, se casó con el margrave Herman VI de Baden. Al año siguiente, Gertrudis dio a luz a un hijo Federico I, Margrave de Baden. Para celebrar el feliz acontecimiento, Gertrudis dio a 30 personas en Alland, el lugar de nacimiento de su hijo, las extensas tierras agrícolas que se convirtieron en la fundación de la comunidad agraria de Allander Urhausbesitzer. En 1250 Gertrudis tuvo un segundo hijo, una niña, a quien llamó Inés en honor de su abuela materna.

## Ambiciones frustradas
Herman fue capaz de mantener en los ducados sólo un control mínimo, fallando en última instancia en derrotar la oposición de la aristocracia austriaca. Como resultado, Gertrudis y sus hijos huyeron a Meissen en Sajonia y su relación con Herman se deterioró significativamente. Gertrudis fue sospechosa de envenenar a Herman cuando él murió el 4 de octubre de 1250.
Gertrudis perdido el favor de la curia y con ella la posibilidad de recuperar los dominios de Babenberg, Austria y Estiria cuando ella se negó a casarse con Floris, el hermano del conde Guillermo II de Holanda, que también era el candidato favorito del papa Inocencio IV.
Mientras tanto, su tía y competidora por los ducados de Austria y Estiria, Margarita de Austria, se casó con el príncipe Otakar de Bohemia, el segundo hijo y heredero de Wenceslao I de Bohemia. La aristocracia aceptó a Margarita y Otakar como gobernantes de Austria. El 12 de julio de 1252, después de haber perdido la mayor parte de su apoyo, Gertrudis formó una alianza con Bela IV de Hungría y se casó con su pariente, Román Danílovich, príncipe de Halicz, hijo de Daniel de Galitzia, miembro de la dinastía Rúrika. En 1253, Gertrudis dio a luz a su único hijo de esta unión,  Maria. Sin embargo, después de no poder establecerse como duque de Austria, Román dejó a Gertrudis y su hija para volver a Hungría. Poco después, el matrimonio se disolvió formalmente.
Finalmente, en 1254, Gertrudis recibió una porción de Estiria, 400 marcos de plata anualmente, y las ciudades de Voitsberg y Judenburg como sus residencias. En 1267, ya que ni Gertrudis ni su hijo Federico abjuraron de su pretensión a los ducados de Austria y Estiria, el rey Otakar II los desposeyó de sus tierras. Otakar fue motivado en gran parte, desde que trató de volver a casarse dentro de la casa real de Hungría, ya que no podía tener un heredero con la significativamente mayor y estéril Margarita. Ese mismo año, a la muerte de Margarita, Gertrudis fue la única heredera legítima de la dinastía Babenberg.

## Últimos años
El 8 de septiembre de 1268, Federico, el hijo de Gertrudis, que había acompañado a Conradino de Hohenstaufen en su expedición italiana, fue capturado en Astura al sur de Anzio. Entregado a Carlos de Anjou, permaneció en prisión degradante en el Castel dell'Ovo en Nápoles hasta su decapitación pública en la Piazza del Mercato en Nápoles el 29 de octubre. Al año siguiente, Gertrudis fue exiliada y perdió en su pretensión a Windisch-Feistritz. Una vez más, ella se refugió con su familia en Meissen.
Otras reclamaciones de Gertrudis se perdieron en última instancia, cuando Rodolfo I de Habsburgo le concedió ducados a sus propios hijos en 1282. Seis años después, Gertrudis murió como abadesa de las Clarisas en el convento de San Afra cerca de Seusslitz en Meissen.
Su hija Inés de Baden se convirtió en la heredera de su madre y hermano, pero en 1279, renunció a sus derechos a Baden y los ducados de Austria y Estiria. De su segundo matrimonio con el conde Ulrich III de Heunburg, Inés tuvo cinco hijos, dos hijos (Federico y Herman) y tres hijas (Margarita, Isabel y Catalina).
La hija menor de Gertrudis, Maria Romanovna de Halicz, nacida de su tercer matrimonio, se casó con Joaquín de Guthkeled, hijo del Ban Stephan IV de Zagreb, el excapitán nacional húngaro (en alemán: Landeshauptmanns) en Estiria. La fecha de su muerte o si dejó algún descendiente es desconocida.